# دوايت ويلسون (مدرب رياضي)
دوايت ويلسون (بالإنجليزية: Dwight Wilson)‏ هو مدرب رياضي أمريكي، ولد في 14 أبريل 1887 في دوايت في الولايات المتحدة، وتوفي في 8 سبتمبر 1950 في لانسنغ في الولايات المتحدة.